# Lužecký klen
Lužecký klen je památkově chráněný jedinec javoru klenu (Acer pseudoplatanus) rostoucí v Lužci, části Raspenavy ve Frýdlantském výběžku na severu České republiky. Stojí jižně od místní železniční zastávky při oplocení zahrad zdejších rodinných domků. Jeho výška dosahuje dvaceti metrů a obvod kmene činí 335 centimetrů. Stáří stromu se odhaduje na 150 až 200 let.
Vyhlášen byl na základě rozhodnutí správy Chráněné krajinné oblasti Jizerské hory vydané 14. září 2010, které nebylo účinnosti 16. října 2010. Podle názoru ekologického spolku „Tanvald 21. století“ je ovšem strom poškozován posypovou solí, kterou silničáři používají při zimní údržbě komunikací.